# 도니스 아브디야이
도니스 제머 아브디야이(독일어: Donis Xhemë Avdijaj, 1996년 8월 25일 ~ )는 TSV 하트베르그의 축구 선수다. 중앙 공격수 포지션으로 뛴다.

## 경력
2015년 1월 13일, SK 슈투름 그라츠에 18개월간 임대를 떠났다가, 2017년 시즌 복귀하였다.
원래 독일 국적이었으나, 2017년에 코소보 국적으로 변경했다.